# Vogelsteinmodel
Het Vogelsteinmodel van de Amerikaanse kankeronderzoeker Bert Vogelstein beschrijft de ontwikkeling van een kankercel in colonkanker. Uitgaande van een normale, gezonde darmcel beschrijft het model de verschillende genetische mutaties die een darmepitheelcel doormaakt in de ontwikkeling naar kankercel.
Dit model speelt een belangrijke rol bij het onderzoek naar het ontstaan van darmkanker.
De eerste stap in het ontstaan van colonkanker is vaak een mutatie in het APC-gen (Adenomateuze Polyposis Coli). Het APC-gen is een tumorsuppressorgen, dat wil zeggen dat het de deling van de cel remt en reguleert. Er zijn veel verschillende tumorsuppressorgenen. Al deze genen hebben een deling regulerende functie, hetgeen meestal inhoudt dat ze de cel alleen toestaan te delen wanneer de tijd daar rijp voor is. Wanneer APC geblokkeerd is wordt de celdeling niet afgeremd. Hierdoor ontstaat een verhoogde deling. Dit is nog geen kanker, wel kan er op deze manier een poliep in de darmwand ontstaan. Het hebben van enkele poliepen in het colon betekent nog niet dat de persoon in kwestie kanker krijgt, maar de kans op het ontstaan van colonkanker is in deze poliepen wel groter.
De volgende stappen kunnen in verschillende volgorde plaatsvinden: door de versnelde deling wordt de kans op verder voorkomen van mutaties groter. een stap die in vrijwel iedere vorm van colonkanker wordt aangetroffen is de mutatie van het RAS-gen in kRAS. kRAS is een oncogen, dat wil zeggen dat het een gen is dat de cel aanzet tot snellere deling of de cel remt in het plegen van apoptose (geprogrammeerde celdood).
Hierna volgen een reeks van elkaar opvolgende mutaties waarin de cel langzaam overgaat van sneldelende cel tot adenoom, tot kankercel. Belangrijk is dat aan het eind van deze reeks meestal de mutatie van het p53-gen staat. Het p53-gen is een tumorsuppressorgen dat fouten in het DNA bij de celdeling repareert, maar ook als de schade niet hersteld kan worden, de apoptose op gang kan brengen:
P53 stimuleert p21, het Bax gen en het MDM2 gen. Het gen p21 remt de celcyclus. Wanneer p53 gemuteerd is en daardoor niet meer aan p21 kan binden wordt de celcyclus niet meer geremd waardoor er een ongeremde celdeling gaat plaatsvinden. Bax zorgt voor apoptose ('opruiming') van cellen met mutaties. Zonder een ongemuteerd p53 eiwit komt er dus een overvloed aan gemuteerde cellen die niet opgeruimd worden. MDM2 zorgt voor negatieve terugkoppeling; het breekt p53 eiwitten af. Wanneer MDM2 een mutatie heeft waardoor het MDM2 beter of sneller werkt, blijven er nauwelijks p53 eiwitten over. Dit heeft dus een positieve invloed op de ontwikkeling van kanker. 